# 中庭で喫煙する男と飲酒する女

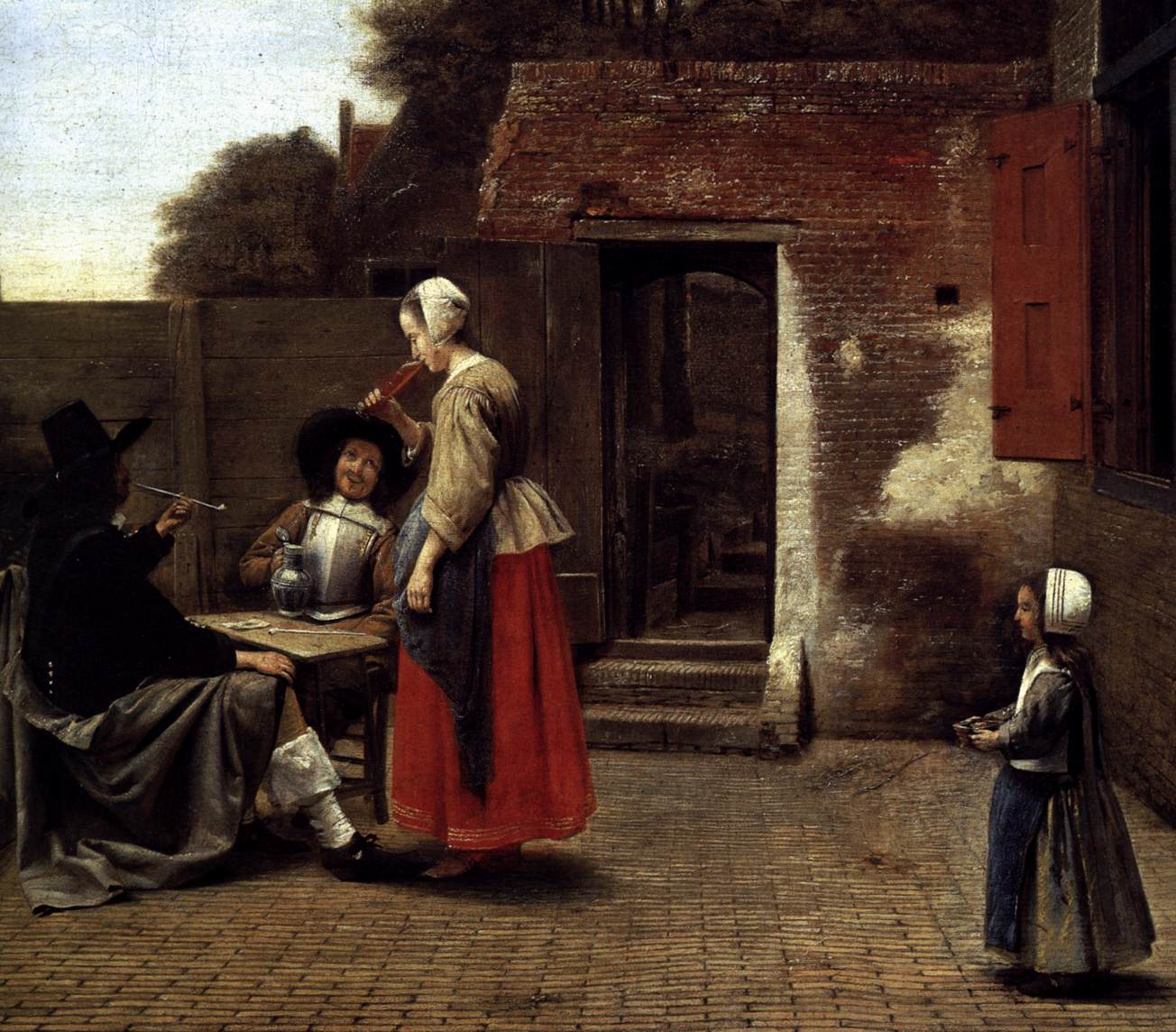
ピーテル・デ・ホーホ 『オランダの中庭』の部分　(1658–1660年) ナショナル・ギャラリー (ワシントン)

『中庭で喫煙する男と飲酒する女』（なかにわできつえんするおとこといんしゅするおんな、蘭: Een binnenplaats met een rokende man en een drinkende vrouw、英: A Man Smoking and a Woman Drinking in a Courtyard）は、17世紀オランダ黄金時代の画家ピーテル・デ・ホーホがデルフトに暮らしていた1658–1660年にキャンバス上に油彩で制作した絵画である。様々な所有者を経た後、1947年にテン・カーテ＝ファン・ウルフテン・パルテ (Ten Cate-van Wulfften Palthe) 夫妻によりハーグのマウリッツハイス美術館に寄贈された。なお、ワシントン・ナショナル・ギャラリー には、男性が2人描かれていることを除けば、本作とほぼ同じ作品『オランダの中庭』がある。

## 背景
デ・ホーホが初期に描いた年記のない風俗画は、居酒屋と兵隊を描いた飾り気のないものだった。画家は1652年からアムステルダムに移る1660年か1661年までデルフトに暮らしたが、1657年頃からは少し上品な室内に人物を配する絵画を描き始める。また、1657年から1660年にかけて、本作のようにデルフトにちなむモティーフを含む中庭を描いた絵画も何点か制作している。本作に見られる、ところどころに漆喰の塗り残しも目につくレンガの壁の微細な描き方は、ヨハネス・フェルメールの『小路』(アムステルダム国立美術館) を彷彿とさせる。1660年までの何年間かの間、デ・ホートとフェルメールの間には、互いに腕を競い合うような成り行きがあったらしい。その結果、相手の絵画からヒントを得て、自分も描くことが何度かあった。

## 作品
画面に描かれている日当たりのよい中庭では、女性が細長いグラスでビールを飲み、男性がテーブルに向って座りタバコをくゆらしている。子供がパイプに火をつけるのに使う赤く燃えた石炭の入った壺を運んでくる。女性と子供はどちらも青いエプロンをかけているが、当時この色のエプロンは召使のものと決まっていた。したがって、彼女は明らかに召使であり、子供とともにテラスでくつろぐ紳士に仕えている。
ワシントン・ナショナル・ギャラリーに所蔵されている本作とほぼ同じ作品『オランダの中庭』には、テーブルに向かう男性は1人ではなく2人描かれている。科学的な調査の結果、本作にも当初もう1人の男性が存在したが、後に塗り消されたことがわかった。画面左の柵に掛けられた赤い上着、テーブルに置かれたパイプが今でも不在の男性を偲ばせる。この変更をしたのがデ・ホーホ自身であったのかはわからない。
本作は、1910年に研究者ホフステーデ・デ・フロートにより以下のように記述された。
297番。中庭でパイプを吸う男とビールを飲む女。ジョン・スミス (美術史家)、30番。デ・フロート、56番 。この絵画は、2人目の男が欠如していることを除けば、ロスチャイルド家の絵画 (295番) と正確に一致する。素晴らしい作品である。キャンバス、縦30と1/2インチ、横25と1/2インチ。ヴァーゲンによって言及されている (補遺、p. 131)。
展示歴。1871年、1888年、ロンドン、ロイヤル・アカデミー冬季展、35番。1892年、ロンドン、ギルドホール。1900年、バーリントン美術クラブ。
- 1822年、スミス (Smith) により売却 (300ポンド)
- 1833年、ウィリアム・ウェルズ のコレクション (ジョン・スミス)
- 売却。1848年5月12日、155番、540ポンドでファラー (Farrer) へ
- 1857年、オーヴァーストーン卿 のコレクション (ヴァーゲン)

現在 (1908年)、ロンドンのワンテッジ婦人のコレクション。1902年の目録で108番。